# シダークレスト大学
シダークレスト大学（Cedar Crest College）は、アメリカ合衆国ペンシルベニア州のアレンタウンにある4年制の女子の私立リベラル・アーツ・カレッジ。1867年に創立された。米国25州や世界33カ国からの学生を受け入れており1600人以上の学生がいる。1クラスの平均人数は20人。90人の教員群がおり、学生対教授の比率は11：1。
シダークレスト大学は、2013年のUSニューズ&ワールド・レポートの大学ランキングではアメリカ北部の大学で16位という評価を受けている。また、2009年にはフォーブスより全米トップ10の女子大に選ばれている。
一方、社会人・大学新卒者の両方を対象にした男女共学のSchool of Adult and Graduate Education(SAGE)がある。SAGEを通じて、学位(undergraduate / graduate ) やサーティフィケートプログラム（Certificate Program）が取得できる。

## 学部[7]
- 会計学
- 商学
- 人類学
- 倫理学
- 美術
- アートセラピー
- 生物化学
- 生物学
- コミュニケーション学
- 刑事司法学
- ダンス
- 経済学
- 教育学
- 英語
- 映画学
- 法医科学
- ジェンダー研究
- 遺伝子工学
- グローバルスタディー
- 保健・健康
- 保険専門職
- 歴史
- マーケティング
- 数学
- 神経科学
- 核医学
- 看護学
- 栄養学
- 哲学
- 政治学
- 心理学
- 宗教研究
- 福祉学
- スペイン語
- 演劇 等

## 大学院[7]
- 教育学
- 看護学
- 法医科学 等

## キャンパス
シダークレスト大学はペンシルバニア州アレンタウンの西側に位置している。84エーカーのキャンパス内には教室のほか、図書館、ホール、シアター、学生寮、Da Vinci Discovery Center of Science and Technology　と呼ばれる科学館、フィールドホッケー場、ラクロス・サッカー場、ソフトボール場、テニスコート場などがある。

## スポーツ
シダークレスト大学のスポーツチームはNCAAのディビジョンIIIに属しており、CSACのメンバーでもある。マスコットはファルコン。バスケットボール、フィールドホッケー、サッカー、テニス、クロスカントリー、ラクロス、ソフトボール、バレーボールの学校代表チームがある。また、馬術、チアリーディング、水泳などのクラブ活動もある。